# Thaumasura macrocalculus
Thaumasura macrocalculus är en stekelart som beskrevs av Girault 1932. Thaumasura macrocalculus ingår i släktet Thaumasura och familjen puppglanssteklar. Inga underarter finns listade i Catalogue of Life.